# Finskfjärden
Finskfjärden är en fjärd i Finland. Den ligger i kommunen Malax i landskapet Österbotten, i den västra delen av landet, 400 km nordväst om huvudstaden Helsingfors.
Finskfjärden ligger vid den norra delen av Bergö. Den begränsas av Blunkberg och Södra Rönnskärsbådan i väster, Övre Rönnskäret i norr samt av Bergö i söder och öster.